# Calvaire du cimetière de Locqueltas

Le calvaire du cimetière de Locqueltas est située  à l'entrée du cimetière de  Locqueltas dans le Morbihan.

## Historique
Le calvaire du cimetière de Locqueltas fait l’objet d’une inscription au titre des monuments historiques depuis le 6 mai 1927.